# شعب بيتسيميساراكا

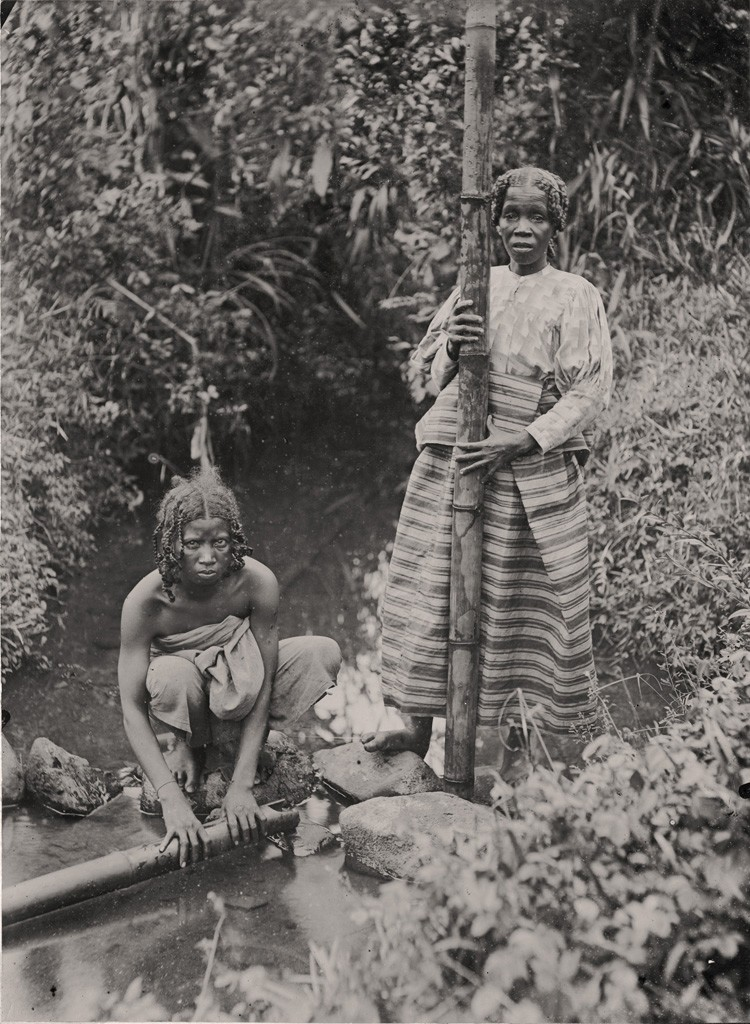

شعب بيتسيميساراكا (بالإنجليزية: Betsimisaraka people)‏ يعني الاسم «الشعب غير القابل للانفصال». ثاني أكبر مجموعة إثنية في مدغشقر بعد شعب ميرينا، إذ يشكلون نحو 15% من الشعب الملغاشي. يشغلون مساحة كبيرة من المنطقة الساحلية الشرقية في مدغشقر، من مانانجاري جنوبًا إلى أنتالاها شمالًا. يتميز شعب بيتسيميساراكا بتاريخ طويل من التفاعل واسع النطاق مع البحّارة والتجار الأوروبيين ما أنتج بدوره مجموعة فرعية كبيرة ذات أصول أوروبية - ملغاشية مختلطة سُميت اصطلاحًا زانا-مالتا. يبدو التأثير الأوروبي جليًا في الأنماط الموسيقية المحلية مثل موسيقى فالس (waltz) وباسيسا والتي تُؤدى عادةً باستخدام آلة الأكورديون. تبرز مراسم ترومبا (استحواذ الروح) بقوة في ثقافة بيتسيميساراكا.  
خلال أواخر القرن السابع عشر، كانت عشائر المنطقة الساحلية الشرقية المختلفة خاضعة لحكم زعماء القبائل الذين كانوا يحكمون عادة قرية أو قريتين. برز أحد أفراد زانا-مالتا اسمه راتسيميلاهو لتوحيد تلك العشائر تحت حكمه عام 1710. دام حكمه خمسين عامًا وأسس شعورًا بالهوية المشتركة والاستقرار في مختلف أنحاء المملكة، بيد أن خلفاءه قد أضعفوا تدريجيًا هذا الاتحاد، الأمر الذي جعله عرضةً لتزايد نفوذ ووجود المستوطنين الأوروبيين والفرنسيين بصورة خاصة وتجار الرقيق والمبشرين والتجار. استُعمرت مملكة بيتسيميساراكا الممزقة بسهولة عام 1817 من قبل راداما الأول ملك إيميرينا الذي حكم من عاصمتها في أنتاناناريفو في المرتفعات الوسطى. إن استعباد شعب بيتسيميساراكا في القرن التاسع عشر ترك السكان فقراء نسبيًا؛ وفي ظلّ الاستعمار الفرنسي (1896-1960) بُذلت جهود مركزة حول زيادة فرص التعليم والعمل المأجور في المزارع الفرنسية. مايزال إنتاج المحاصيل الزراعية الأولية مثل الفانيلا واليلانج وزيت جوز الهند والبن يشكل النشاط الاقتصادي الرئيسي في المنطقة بعيدًا عن زراعة الكفاف وصيد الأسماك، مع ذلك يُعتبر استخراج المعادن مصدرًا آخر للدخل. 
يمكن تقسيم شعب بيتسيميساراكا ثقافيًا إلى مجموعات فرعية شمالية وجنوبية. إن العديد من العناصر الثقافية شائعة بين المجموعتين كتبجيل الأموات والاستحواذ الروحي وطقس التضحية بحيوان الزيبو أو الدرباني والبنية الاجتماعية الأبوية الذكورية. تتميز هذه المجموعات بتحدثها لهجات لغوية فرعية ووجود العديد من الـ  فادي (المحرمات)، بالإضافة إلى بعض الممارسات الجنائزية والعادات الأخرى. يمارس شعب بيتسيميساراكا طقس فاماديهانا (إعادة الدفن) وسامباترا (الختان) ويؤمنون بالسحر ومجال واسع من القوى الخارقة للطبيعة. تدور العديد من المحرمات والقصص الشعبية حول حيوانات الليمور والتماسيح، وكلاهما شائعان في جميع أنحاء منطقة بيتسيميساراكا.

## المجتمع
تدور الحياة الاجتماعية حول العام الزراعي إذ تبدأ مع إعداد الحقول في أكتوبر وحصاد الأرزّ في مايو، وشهور الشتاء من يونيو إلى سبتمبر مخصصة لعبادة الأسلاف وغيرها من الطقوس الكبرى والعادات.
ثمّة تمييزات جنسانية واضحة ضمن شعب بيتسيميساراكا. عند السفر سيرًا على الأقدام في مجموعة مختلطة من الجنسين، يُحظّر على النساء السير أمام الرجال. والنساء تقليديًا هنّ اللائي يقمنَ بدور الحمّالة، إذ يحملنَ موادًا خفيفة على الرأس وموادًا ثقيلة على الظهر؛ فإذا كانت المرأة موجودة يعتبر من السخف أن يحمل الرجل شيئًا ما. عند تناول الطعام يستخدم الرجال ملعقة واحدة لملء أطباقهم من الوعاء الجماعي وتناول الطعام على أطباقهم الخاصة، في حين يُطلب من النساء استخدام ملعقتين منفصلتين، واحدة لملء أطباقهن وأخرى لتناول الطعام. يُعتبر الرجال عمومًا مسؤولين عن حراثة حقول الأرزّ وتأمين الطعام وجمع الحطب وبناء منزل الأسرة والأثاث وينخرطون في الحوار والمناقشة بالشؤون العامة. تشمل مهام المرأة زراعة المحاصيل وإزالة الأعشاب الضارة من حقول الأرزّ وحصاد الأرزّ وتحضيره وجلب المياه وإشعال نار الموقد وإعداد الوجبات اليومية والحياكة.

### الانتماء الديني
عادة ما يترأس الشعائر والعادات الدينية كاهن تانغالامينا. تؤمن أيضًا مجتمعات بيتسيميساراكا على نطاق واسع بالعديد من المخلوقات الخارقة للطبيعة، كالأشباح (أنغاترا)، وحوريات البحر (زازافافي أن-درانو) ومخلوق كالامورو الشبيه بالعفريت. بدأت الجهود الرامية إلى تنصير السكان المحليين في أوائل القرن التاسع عشر لكن لم تنجح بصورة كبيرة في بادئة الأمر. أثناء الفترة الاستعمارية، نما تأثير المسيحية بين السكان المحليين لكنها امتزجت في أماكن ممارستها بنحو متزامن مع عبادة السلف التقليدية. أدى التوفيق بين المعتقدات المسيحية والأصلية إلى ولادة فكرة أن الشمس (أو القمر) كانت الموقع الأصلي لجنة عدن. 

## الثقافة
رغم وجود اختلافات بين شعبي بيتسيميساراكا الشماليين والجنوبيين، فإن العديد من الجوانب الرئيسية من ثقافتهم متشابهة. تتضمن العادات الرئيسية لدى شعب بيتسيميساراكا  سامباترا (الختان) و فولاناكا (ولادة الطفل العاشر) وطقوس تضحية الزيبو من أجل الأسلاف، والاحتفال بافتتاح منزل بُني حديثًا. يُحتفل أيضًا بشكل جماعي بالزواج والوفاة والولادة والسنة الجديدة ويوم الاستقلال. تُعتبر ممارسة الترومبا (طقوس الاستحواذ الروحي) واسعة الانتشار ضمن شعب بيتسيميساراكا.  يلعب كل من الرجال والنساء دور وسطاء ومشاهدين في هذه الأحداث.
نخلة الرافية الأصلية هي الألياف الأساسية للملابس التقليدية التي يرتديها شعب بيتسيميساراكا. يتم تمشيط أوراق الرافية لفصل الألياف التي تُعقد نهايةً لأخرى لتشكل خيوطًا يمكن أن تُحاك معًا لتشكيل القماش. ضمن الشعوب المختلفة التي توحدت تحت ظل اتحاد بيتسيميساراكا، ارتدت النساء إزارًا قصيرًا (سيمبو) وعادةً مع رداء بانداو علوي (أكانجو)، بينما كان الرجال يرتدون عباآت سموك فضفاضة. ماتزال الملابس الرافية التقليدية تُرتدى من قِبل بعض أفراد بيتسيميساراكا حتى يومنا هذا.
يعطي شعب بيتسيميساراكا لحيوان الليمور شأنًا كبيرًا ويروون العديد من الأساطير التي يرد فيها الليمور قادمًا لمساعدة شخصيات بيتسيميساراكا البارزة. وفقًا لإحدى القصص فإن الليمور أنقذ حياة سلف بيتسيميساراكا من خطر مميت. وفي قصة أخرى، سعت مجموعة من البيتسيميساراكا إلى اللجوء إلى غابة من غارة جماعة معادية. تبعهم بعدئذ أعداؤهم إلى الغابة وتعقبوا أفراد بيتسيميساراكا حسبما اعتقدوا أنها أصواتهم. عند الوصول إلى مصدر الصوت اكتشفوا مجموعة من حيوانات الليمور شبحية الهيئة، ثم فرّوا مذعورين لاعتقادهم بأن البيتسيميساراكا قد تحولوا إلى حيوانات بفعل السحر. يُعتقد أن أرواح أجداد بيتسيميساراكا قابعة داخل أجساد الليمور. وبالتالي يحظر على البيتسيميساراكا قتل أو أكل الليمور بشكل عام، ومن الواجب تحرير أي ليمور محبوس ودفن أي ليمور ميت بنفس الطقوس كما لو كان شخصًا.
ينظرون أيضًا إلى التماسيح بإجلال وهيبة. يُعرف عنهم تجمعهم على ضفاف الأنهار، وليس غريبًا عن قروييّ بيتسيميساراكا أن يرموا لهم بشكل يومي الجزء الخلفي من ذبيحة الزيبو (الجزء الأكثر تفضيلا) أو إوزّ بأكملها وغيرها من القرابين. تُرتدى عادةً التمائم للحماية من التماسيح أو تُرمى في مياه المناطق التي تتجمع فيها التماسيح. من الاعتقادات الشائعة أن الساحرات والمشعوذات على صلة وثيقة بالتماسيح، وأنهن قادرات على أمرهم بقتل الآخرين والسير بينهم دون التعرض للهجوم. ويعتقد البيتسيميساراكا أن الساحرات والمشعوذات يهدّئن التماسيح بإطعامهم الأرزّ في الليل، ويُتّهم بعضهن بتسيير التماسيح في قرى بيتسيميساراكا في منتصف الليل أو حتى بزواجهن من التماسيح التي يستعبدونها فيما بعد لتنفيذ أوامرهن.

### الطقوس الجنائزية
بعض البيتسيميساراكا بالأخص أولئك الذين يعيشون في محيط ماروانتسيترا، يمارسون مراسم فاماديهانا لإعادة الدفن، رغم أنها أبسط من تلك الممارسة في المرتفعات. تُوضع الأكفان في القبور فقط في بيتسيميساراكا الجنوبية؛ وفي الشمال، تُوضع تحت الخيم الخارجية. أثناء الحداد، لا تجدّل النساء شعرهن وتتوقفن عن ارتداء الأكانجو الخاص بهن، بينما يمتنع الرجال عن ارتداء القبعة؛ وتستمر فترة الحداد عادة من شهرين إلى أربعة أشهر بناءً على مدى صلة الفرد بالمتوفى.